# Ising Glacier
Ising Glacier är en glaciär i Antarktis. Den ligger i Östantarktis. Norge gör anspråk på området. Ising Glacier ligger 2 098 meter över havet.
Terrängen runt Ising Glacier är huvudsakligen kuperad, men åt nordost är den bergig. Trakten är obefolkad. Det finns inga samhällen i närheten. 